# لينوس بيرسون (كرة يد)
لينوس بيرسون مواليد 16 أبريل 1993 في السويد، هو لاعب كرة يد سويدي يلعب كظهير أيمن. مثل منتخب السويد لكرة اليد.

## سجل المنافسة
شارك في البطولات التالية:
- بطولة أوروبا لكرة اليد للرجال 2016